# Xavier-Marie Cristau
Xavier-Marie Cristau, francoski general, * 1885, † 1972.